# Ateliér A8000
Ateliér A8000 je české architektonické a projekční studio založené architekty Jiřím Stříteckým a Martinem Krupauerem.

## Historie a vývoj
V roce 1988 založili architekti Jiří Střítecký a Martin Krupauer 8. ateliér státního projektového ústavu v Brně. Začali pracovat v počtu 25 osob různých profesí. Již 21. listopadu 1989 se stal ateliér A8000 soukromým podnikem s jedním autem a sedmi zaměstnanci. První projekty byly realizovány v Českých Budějovicích a mezi ně patřil návrh souboru staveb na zahradě Eggertovy vily pro Jihočeskou vědeckou knihovnu (realizována jen stavba I), Obchodní dům Elektro U Helmichů v Otakarově ulici (realizace 1994) a Československá obchodní banka na Lannově třídě (1994). Po úmrtí zakladatele Jiřího Stříteckého se partnerem ve vedení ateliéru stal inženýr architekt Pavel Kvintus. Ateliér, dle objednávky, zajišťuje funkci autora, generálního projektanta, či projektanta speciálních částí, zajišťuje či zprostředkuje služby s přípravou, projednáním a realizací staveb jak pro soukromníky, tak i pro veřejný prostor. Realizaci zajišťuje od modelů, návrhů až po kolaudaci. Ateliér má kanceláře v Českých Budějovicích, v Praze a v Brně. Architekti pracovali na projektech v Čechách, na Slovensku, spolupracovali s významnými zahraničními architekty (Jean Novel, Frank Gehry, Sou Fujimoto). Zahraniční architekty i studenty mají i ve svém vlastním realizačním týmu. Některé projekty ateliéru A 8000 jsou zastoupeny ve sbírkách moderního umění v Národní galerii v Praze a byly vybrány do zastoupení České republiky na Světovém bienále architektury v Benátkách 1996.
Ateliér A8000 připravil rozvojovou studii Město a voda, podle které se postupně upravuje okolí českobudějovických řek Vltavy a Malše v centru i přilehlých čtvrtích města. Architekt Martin Krupauer vede tým, který připravuje výstavbu Vltavské filharmonie v Praze.

### Realizované projekty ( výběr)
- 1993 České Budějovice, depozitář Jihočeské vědecké knihovny
- 1994 České Budějovice, Elektro U Helmichů
- 1994 České Budějovice, Československá obchodní banka
- 1995 Praha, Česká advokátní komora na Národní třídě
- 1995 Český Krumlov, vestavba soukromé galerie keramiky ( Miroslav Páral)
- 1995 Horažďovice, Dům s pečovatelskou službou
- 1996 Šestajovice, Rodinný dům
- 2001 Praha Smíchov, Zlatý Anděl
- 2001 Praha, Stará celnice
- 2002, 2013, 2020 Praha Michle, BB centrum
- 2003 Praha, Vila Arwen
- 2003 až 2018, České Budějovice Obchodní centrum IGY
- 2006 České Budějovice, Bytové domy Luční les
- 2007 České Budějovice Dopravně obchodní centrum Mercury s autobusovým nádražím na střeše
- 2007 Praha, Obytný komplex Hanspaulka
- 2010 Hněvkovice, Velín plavební komory
- 2011 České Budějovice, Pavilon T na Výstavišti
- 2011 České Vrbné, Velín plavební komory na Vltavě
- 2012 Hluboká nad Vltavou, Velín plavební komory
- 2013 České Budějovice, Provozní areál Povodí Vltavy
- 2014 Praha, Interiér haly Forum Karlín ( ve spolupráci s katalánským architektem Ricarda Bofillem)
- 2014 Dobříň, Mateřská škola
- 2016 Jinonice, Bytové domy Na Vidouli
- 2016 České Budějovice, Rekonstrukce obchodního domu Družba
- 2019 Český Krumlov, Autobusové nádraží – rekonstrukce
- 2019 Sedlčany, Společenské centrum
- 2021 České Budějovice, Interiér budovy Jihočeské filharmonie
- 2021 České Budějovice, Rekonstrukce Pavilonu Z na Výstavišti
- 2022 České Budějovice České Vrbné, Pozorovatelna ptáků
- 2020 – 2024 České Budějovice, rekonstrukce budovy železničního nádraží a nový přednádražní prostor

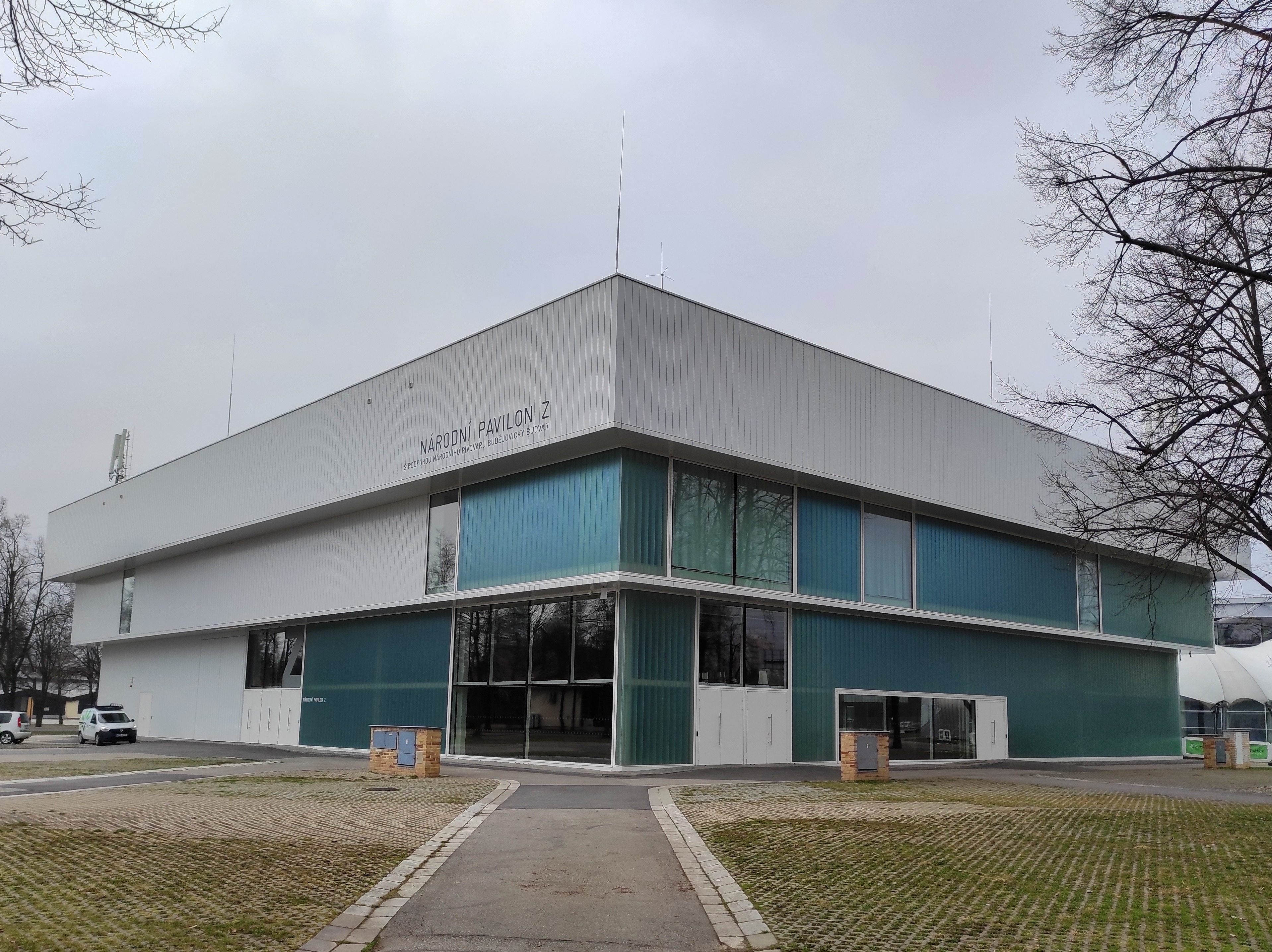
Pavilon Z na Výstavišti České Budějovice
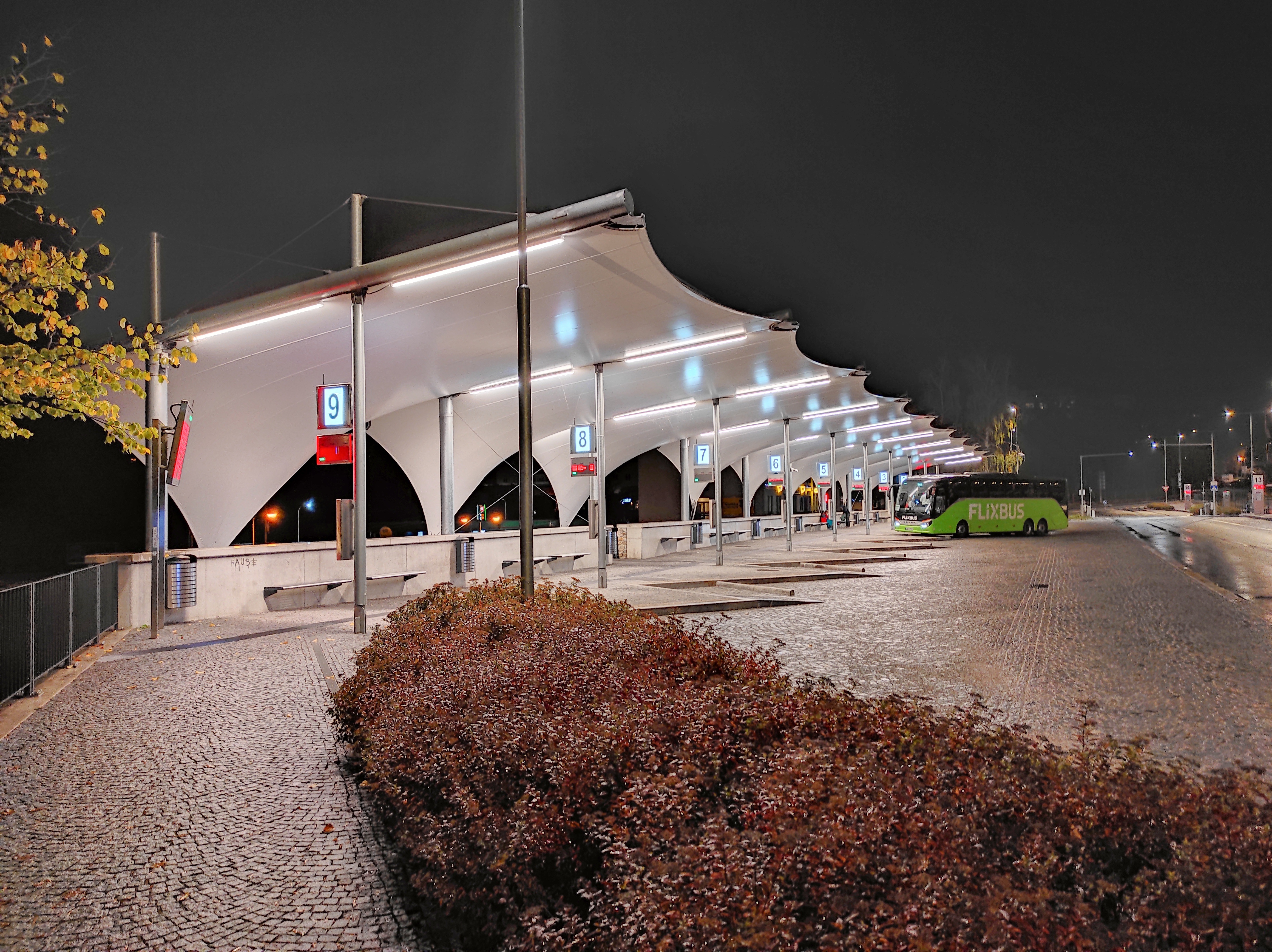
Český Krumlov autobusové nádraží
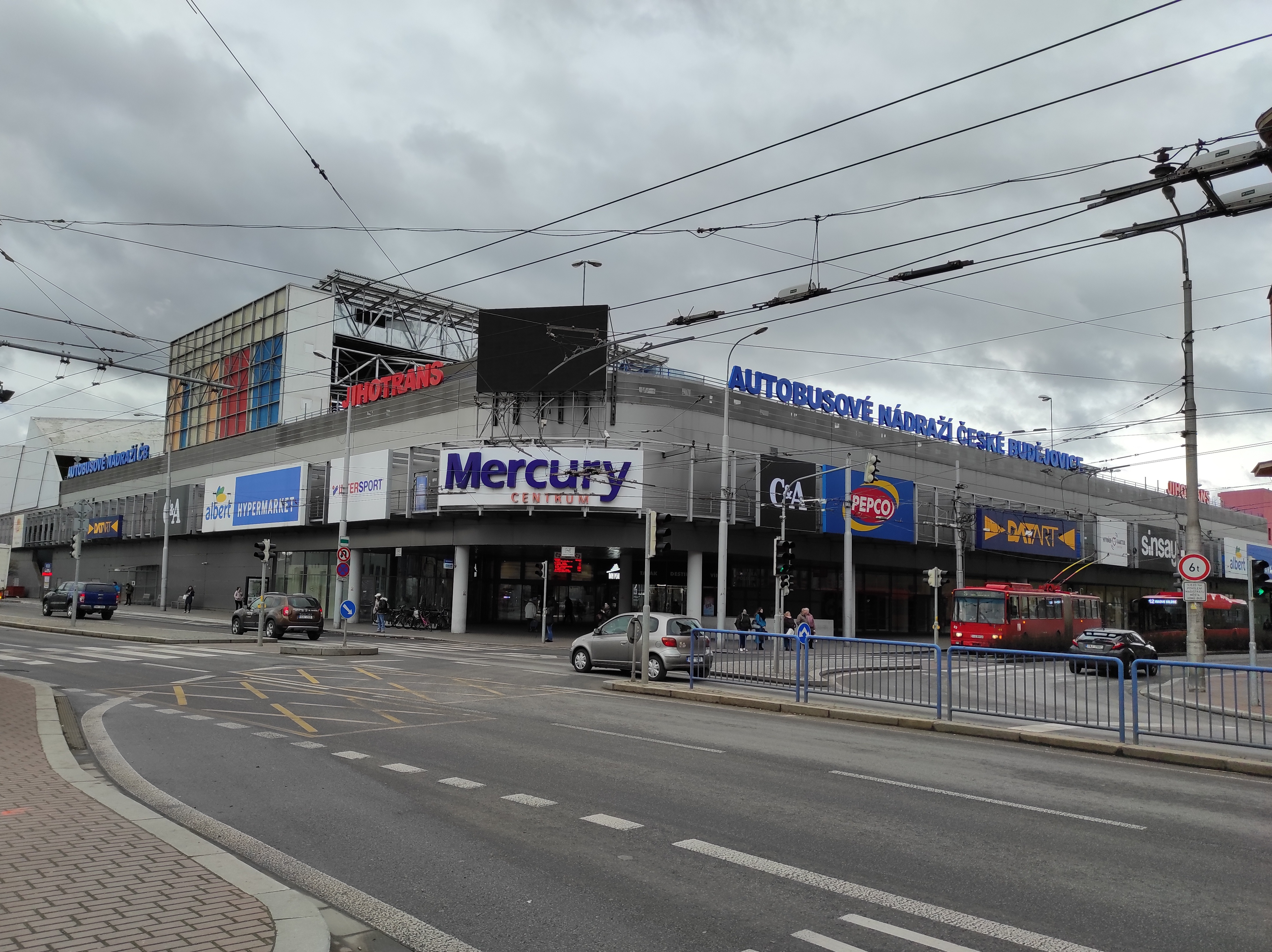
DOC Mercury České Budějovice
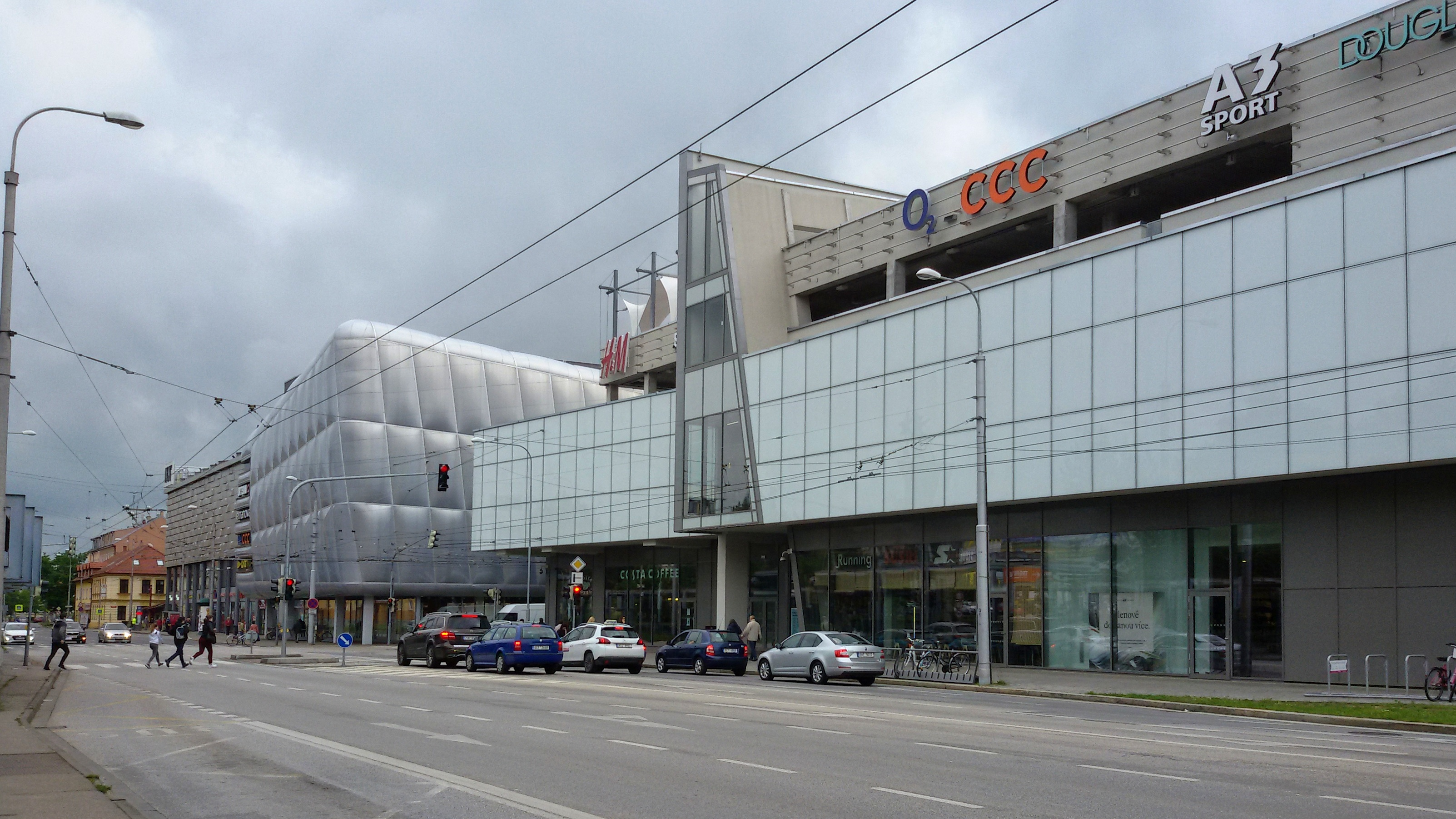
IGY centrum České Budějovice
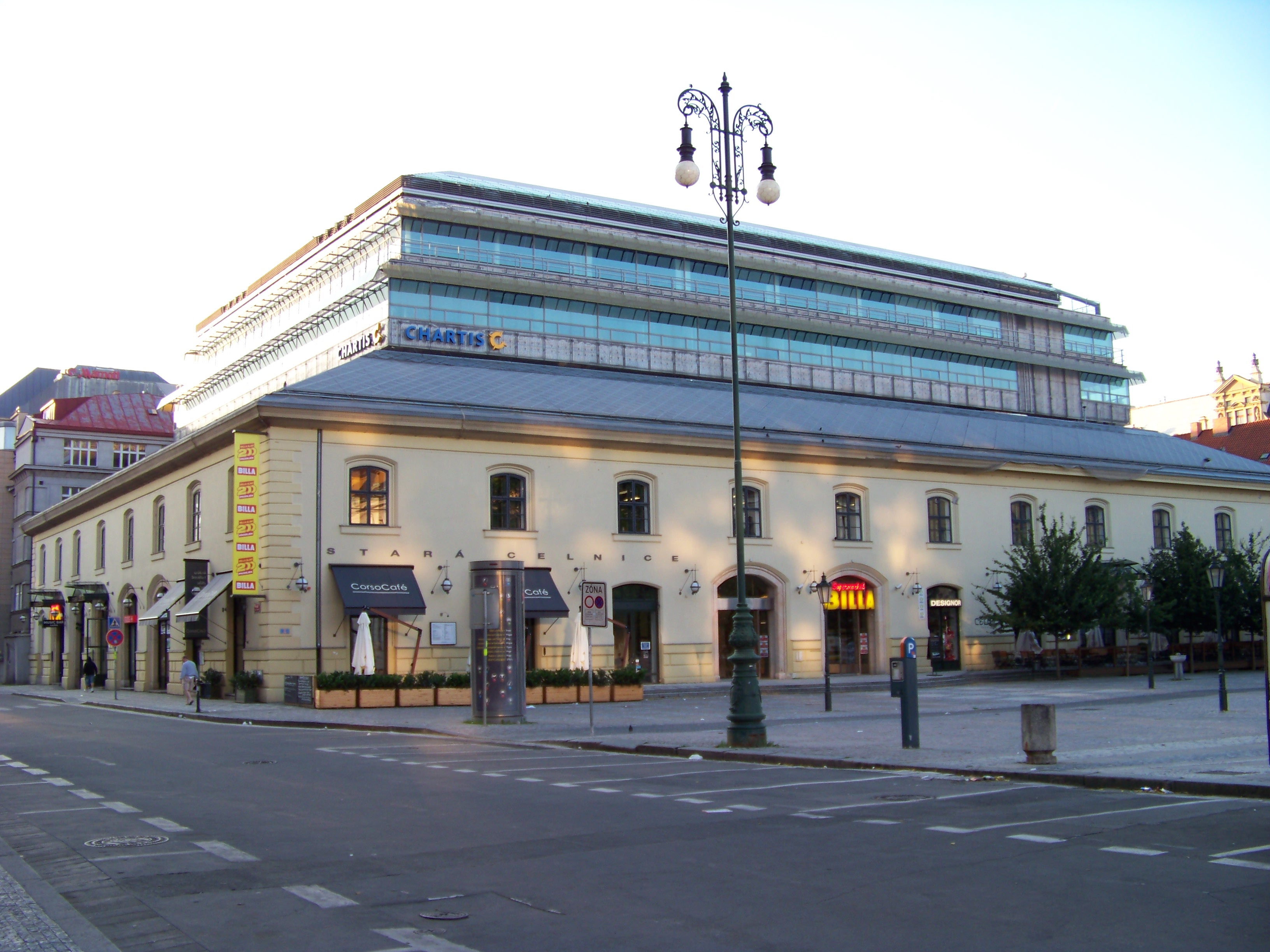
Stará Celnice, Praha
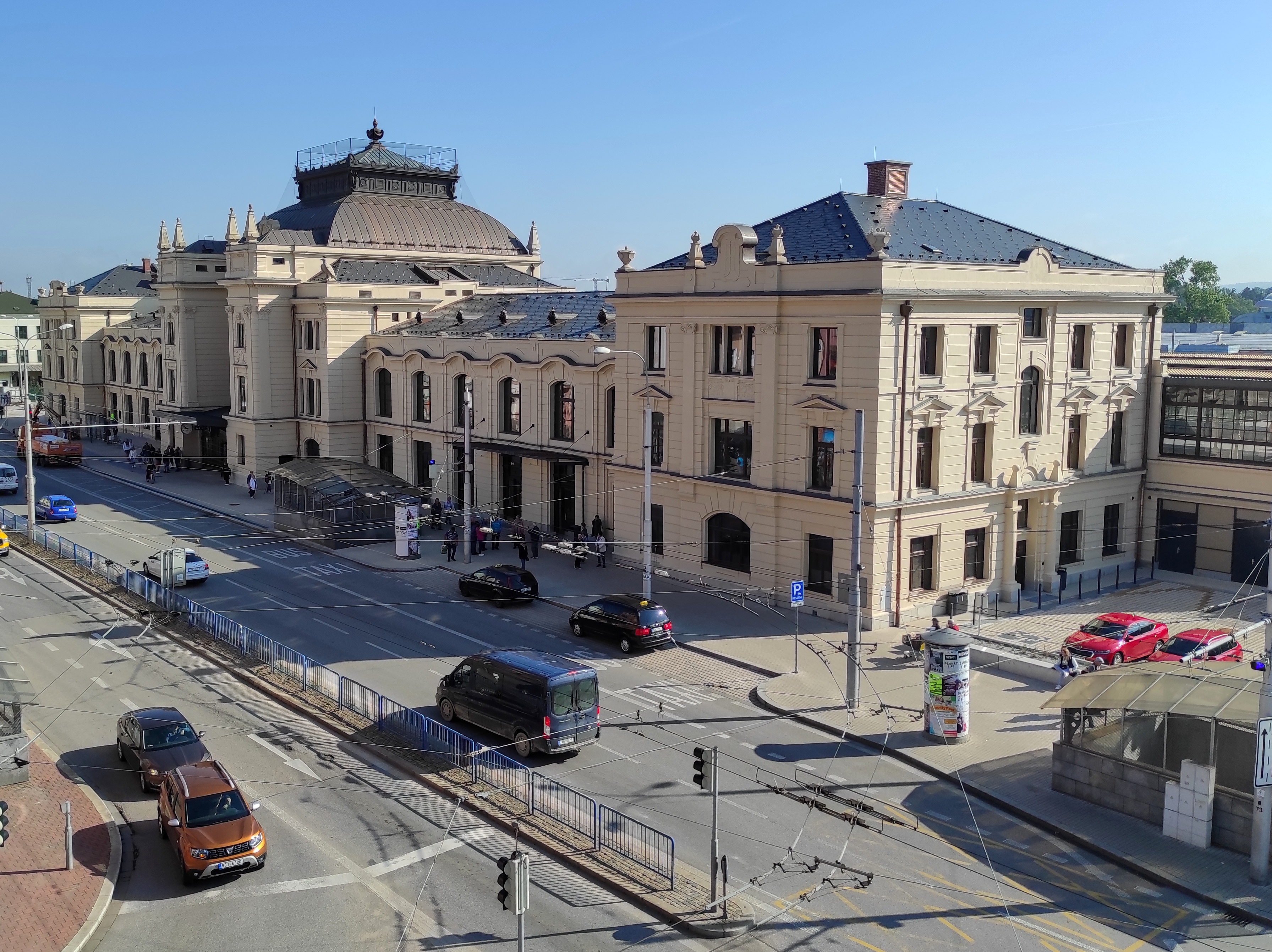
Nádražní budova České Budějovice
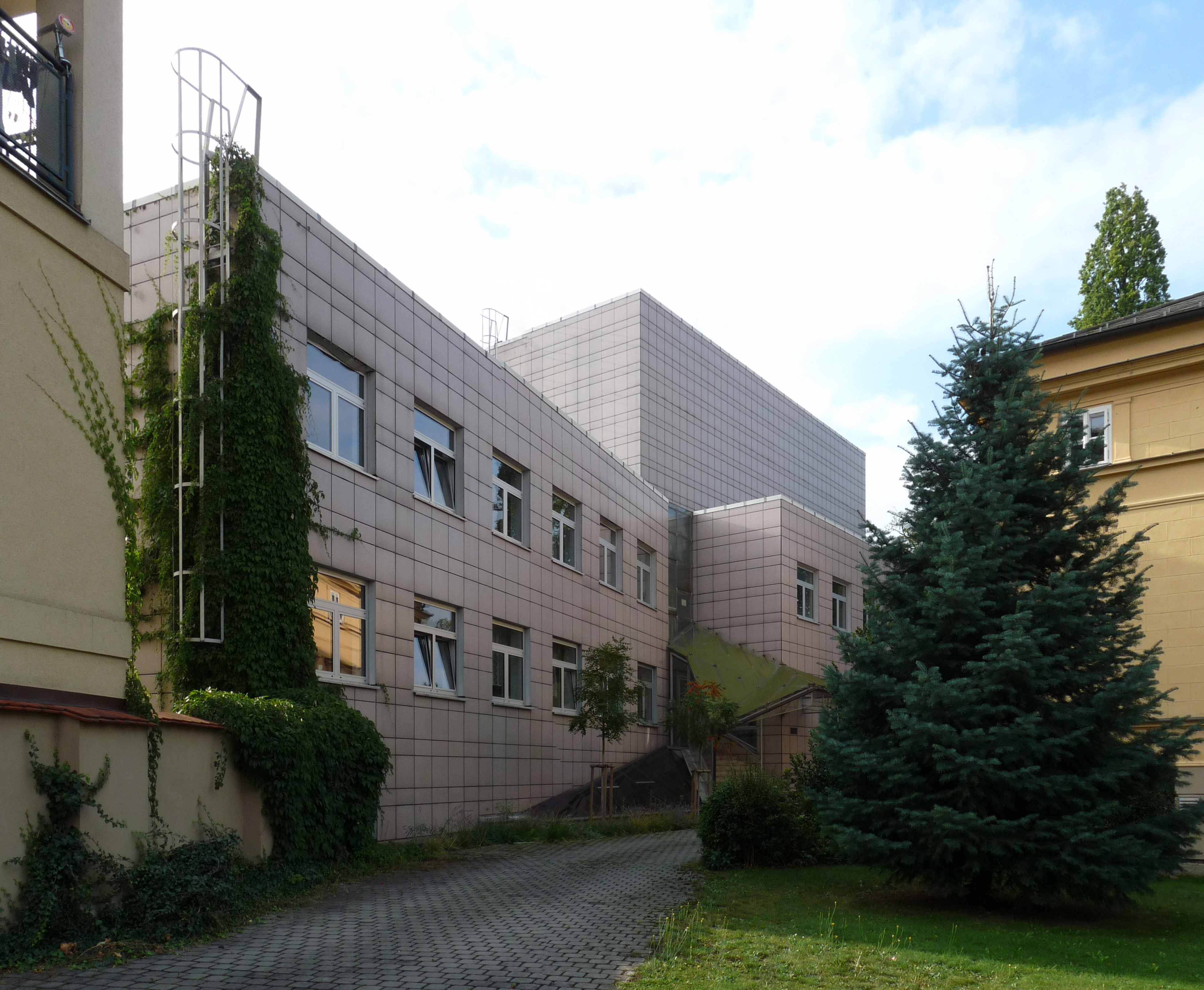
Jihočeská vědecká knihovna, stavba I České Budějovice
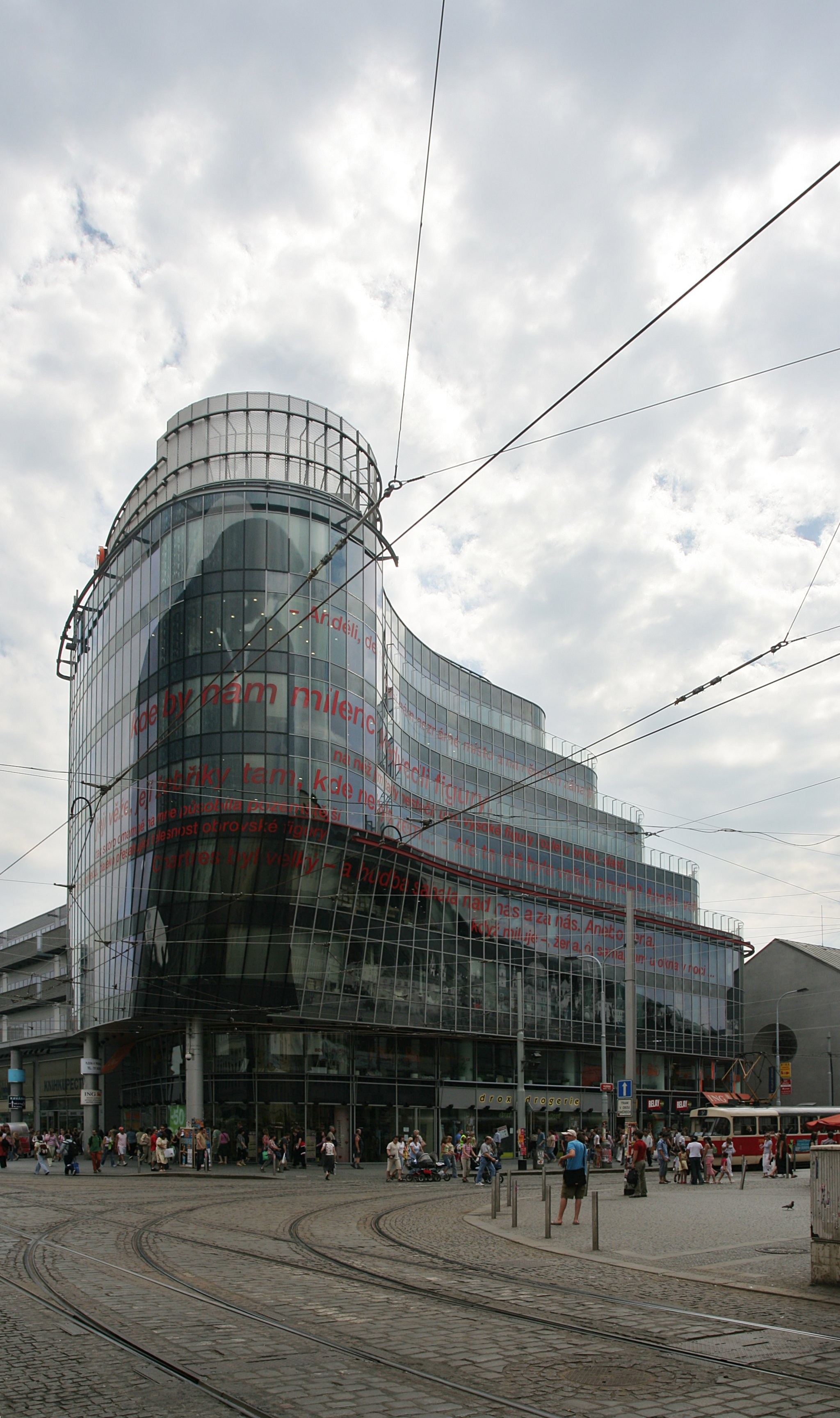
Zlatý Anděl, Praha Smíchov

### Ocenění
- 2005 Titul PRESTA – prestižní stavba jižních Čech v kategorii Občanské a průmyslové stavby, za IGY Centrum v Českých Budějovicích
- 2007 Čestné uznání "Dopravní stavba roku 2007" za DOC Merkury v Českých Budějovicích
- 2012 Nominace Dřevostavba roku 2012, Rakousko
- 2018 2. místo v soutěži Best of Realty v kategorii obchodních center za IGY

- 2020 Stavba roku za projekt Společenského centra Sedlčany
- 2022 Čestné ocenění Finalista České ceny za architekturu za rekonstrukci pavilonu Z na Výstavišti České Budějovice.
- 2024 Nominace na prestižní Mies van der Rohe Awards za Pavilon Z

### Výstavy
- 1991, 1992, Benátky, Bratislava, Praha "Česká a slovenská novofunkcionalistická architektúra"

- 1996 Praha, Klášter sv. Anežky České "Umění a architektura dnes"
- 2000 Praha, Galerie Jaroslava Frágnera "Poslední dekáda milénia očima kritiků – architektura v Čechách a na Moravě"

- 2004 Praha, Galerie Jaroslava Fragnera "Ateliér 8000, 1989 – 2004"
- 2004 České Budějovice Solnice "Ateliér 8000, 1989 – 2004"[7]
- 2014 Praha, Galerie Jaroslava Fragnera "Punk v české architektuře"